# NGC 1305
NGC 1305 è una galassia lenticolare situata nella costellazione dell'Eridano, a una distanza di circa 293 milioni di anni luce dalla nostra Via Lattea.

## Scoperta
La galassia è stata scoperta il 4 gennaio 1864 dall'astronomo tedesco Heinrich d'Arrest.